# 小骨鮡
小骨鮡為輻鰭魚綱鯰形目骨鮡科的其中一種，為熱帶淡水魚類，分布於亞洲印度、孟加拉及緬甸淡水流域，體長可達4.2公分，棲息在泥底質且長滿植被的溪流底層水域，生活習性不明。